# Randall (Kansas)
Randall è un comune degli Stati Uniti d'America, situato nello Stato del Kansas, nella Contea di Jewell.